# Нострадамус (фільм, 1994)
«Нострадамус» — історично-біографічний фільм 1994 року режисера Роджера Крістіана. 

## Сюжет
Події стрічки відбуваються у Франції 16 століття і зображують другу хвилю пандемії чуми «Чорна смерть».

## У ролях
- Чеки Каріо — Мішель де Нотрдам
- Фарід Мюррей Абрагам — Юлій Цезар Скалігер
- Рутгер Гауер — таємничий чернець
- Ентоні Хіггінс — король Генріх II
- Аманда Пламмер — Катерина Медічі
- Діана Квік — Діана де Пуатьє
- Джулія Ормонд — Марі
- Ассумпта Серна — Анна Джемілль
- Майкл Гоф — Жан де Рамі
- Майя Моргенштерн — Гелен
- Майкл Берн — інквізітор